# Briologia
La briologia és la branca de la botànica ocupada amb l'estudi científic dels briòfits (molses, hepàtiques i els antocerotes). El nom briologia deriva del grec: bryon, una molsa). Els briòfits van ser estudiats en detall a partir del segle xviii. El botànic alemany Johann Jacob Dillenius (1687–1747) va ser professor a Oxford i el 1717 va escriure l'obra "Reproduction of the ferns and mosses." L'inici de la briologia realment va començar amb l'obra de Johannes Hedwig, que va aclarir el sistema reproductiu de les molses (1792, Fundamentum historiae naturalist muscorum) i en va fer la taxonomia. Als països catalans destaca la figura de Creu Casas. Els briòfits són bioindicadors, de la seqüenciació de l'ADN. Algunes espècies de molses són plantes carnívores. Centres importants de l'estudi de la briologia són la Universitat de Bonn, la de Hèlsinki i el New York Botanical Garden.